# Moacyr José Vitti
Dom Moacyr José Vitti, CSS (Piracicaba, 30 de novembro de 1940 – Curitiba, 26 de junho de 2014) foi um sacerdote católico brasileiro. Era o presidente do Regional Sul II e arcebispo metropolitano de Curitiba, nomeado pelo Papa João Paulo II em 9 de maio de 2004.  
Nasceu no interior de São Paulo numa família de imigrantes italianos.

## Estudos
- Seminário Santa Cruz, de Rio Claro - 1º Grau
- Seminário Gaspar Bentoni de Ribeirão Preto - 2º Grau
- Instituto Gaspar Bentoni, em Campinas - Filosofia e Teologia
- Faculdade de Mogi das Cruzes - Licenciatura em Filosofia
- ISPAC, Rio de Janeiro - Especialização em Catequese
- Pontifícia Universidade San Tommaso, Roma - Doutoramento em Teologia Dogmática

Fez a sua tese de Doutorado sobre o tema "Pastoral Vocacional - A Vocação à Luz do Vaticano II".

## Presbiterato
Em 9 de dezembro de 1960 professou votos na Congregação dos Sagrados Estigmas de Nosso Senhor Jesus Cristo, sendo ordenado sacerdote em 16 de dezembro de 1967 na cidade de Campinas, São Paulo

### Principais atividades
- Pastoral Vocacional na Congregação Estigmatina
- Conselheiro Provincial dos Estigmatinos
- Conselheiro Geral dos Estigmatinos
- Provincial da Província Santa Cruz dos Estigmatinos

## Episcopado
Em 12 de novembro de 1987 foi eleito bispo auxiliar de Curitiba, sendo ordenado em 3 de janeiro do ano seguinte na cidade de Americana, São Paulo. Seu lema é "Um só coração"

### Principais atividades
- Bispo Auxiliar de Curitiba-PR (1988-2002);
  - Responsável pelas Paróquias da Periferia de Curitiba-PR;
  - Responsável pelas Pastorais, Movimentos, Associações, Ensino Religioso;
  - Responsável pela Pastoral Universitária do Regional Sul 2 da CNBB;
- 4º Bispo de Diocese de Piracicaba-SP (2002-2004);
- 5º Arcebispo de Curitiba-PR (2004-2014)
- Presidente do Regional Sul 2 da CNBB (2007-2010).

## Últimos dias e morte
“Nós vos amamos Jesus e nós manifestamos a nossa fé, cremos na vossa presença, nós vos adoramos e agradecemos de todo coração pela vossa presença e continuais sempre conosco. Nos vos amamos ó Jesus!” – Dom Moacyr na Adoração do Santíssimo Sacramento, Corpus Christi 19 de junho de 2014 uma semana antes de seu falecimento.
Estava numa alegria imensa nos seus últimos quinze dias de vida. Na Véspera de sua morte (25/06) entregou seu testamento na cúria metropolitana, saindo de lá foi a Igreja dos capuchinhos (Paróquia Nossa Senhora das Mercês) e pediu o sacramento da confissão. No dia 26 pela manhã teve uma reunião com alguns padres e com eles almoçou, retornou para o palácio arquiepiscopal e como de costume estava tomando um café juntamente com Dom Rafael Biernaski, quando de repente  se inclinou e morreu vítima de um enfarte. Está sepultado na cripta da Catedral Basílica Menor de Nossa Senhora da Luz dos Pinhais em Curitiba.

## Ordenações episcopais
Dom Moacyr foi o ordenante principal da ordenação episcopal de:
- João Carlos Seneme, C.S.S. (2007)
- Cláudio Nori Sturm, O.F.M.Cap. (2008)
- Celso Antônio Marchiori (2009)
- José Mário Angonese (2013)

Principal Co-Consecrator of:
- José Alberto Moura, C.S.S. (1990)
- Sérgio Arthur Braschi (1998)
- Dirceu Vegini † (2006)
- Rafael Biernaski (2010)